# フランキー・ムボット
フランキー・ムボット（Francky Mbotto、1997年9月2日 - ）は、中央アフリカの陸上競技選手、専門は中距離走。バンギ出身。男子800mの中央アフリカ国内記録保持者。2016年のリオデジャネイロオリンピックの男子800mに出場した。2021年の東京オリンピックでも同種目に出場し、予選敗退ながらも中央アフリカ国内記録を更新した。

## 主な戦績
| 年   | 大会                       | 開催地           | 種目  | 順位            | 記録      | 備考     |
| ---- | -------------------------- | ---------------- | ----- | --------------- | --------- | -------- |
| 2016 | オリンピック               | リオデジャネイロ | 800m  | 予選敗退 (52位) | 1分52秒97 |          |
| 2017 | 世界陸上競技選手権大会     | ロンドン         | 800m  | 予選敗退 (42位) | 1分51秒76 |          |
| 2019 | アフリカ競技大会           | ラバト           | 800m  | 予選敗退        | 途中棄権  |          |
| 2021 | オリンピック               | 東京             | 800m  | 予選敗退 (42位) | 1分48秒26 | 国内記録 |
| 2022 | アフリカ陸上競技選手権大会 | ポートルイス     | 1500m | 予選敗退 (23位) | 4分00秒70 |          |

## 記録
| 種目  | 記録      | 年月日        | 場所           | 備考     |
| ----- | --------- | ------------- | -------------- | -------- |
| 400m  | 49秒56    | 2017年5月7日  | サン＝ブリユー |          |
| 800m  | 1分48秒26 | 2021年7月31日 | 東京           | 国内記録 |
| 1500m | 3分58秒64 | 2020年9月16日 | サン＝ブリユー |          |